# زایرا نارا
زایرا نارا (به انگلیسی: Zaira Nara) (زاده ۱۵ اوت ۱۹۸۸) مدل و مجری آرژانتینی است.
او خواهر واندا نارا است.